# Mwaro

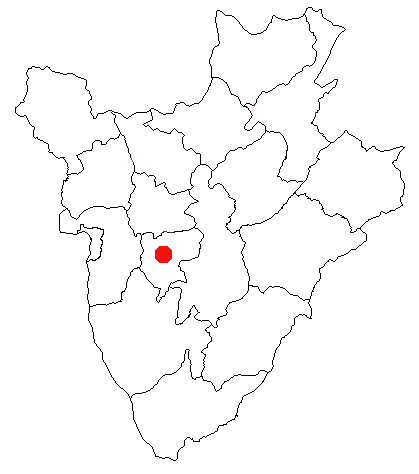
Mwaros läge i Burundi.

Mwaro (alternativt Rusaka) är en ort i centrala Burundi. Mwaro är huvudort i provinsen Mwaro, och hade 1 402 invånare vid folkräkningen 2008.